# Comal
Comal is een onderdistrict (kecamatan) in het regentschap Pemalang in de Indonesische provincie Midden-Java op Java, Indonesië.

## Verdere onderverdeling
Het onderdistrict Comal is anno 2010 verdeeld in 18 kelurahan, plaatsen en dorpen:
| Plaats code | Naam kelurahan, plaatsen en dorpen | Inwoners in 2010 |
| ----------- | ---------------------------------- | ---------------- |
| 001         | Tumbal                             | 3.680            |
| 002         | Pecangakan                         | 6.809            |
| 003         | Sikayu                             | 3.434            |
| 004         | Purwosari                          | 9.412            |
| 005         | Purwoharjo                         | 10.992           |
| 006         | Kauman                             | 5.695            |
| 007         | Sidorejo                           | 7.455            |
| 008         | Lowa                               | 1.561            |
| 009         | Ambokulon                          | 2.365            |
| 010         | Gedeg                              | 2.544            |
| 011         | Gintung                            | 2.901            |
| 012         | Gandu                              | 3.335            |
| 013         | Sarwodadi                          | 4.982            |
| 014         | Susukan                            | 5.009            |
| 015         | Klegen                             | 2.875            |
| 016         | Wonokromo                          | 4.632            |
| 017         | Kebojongan                         | 4.881            |
| 018         | Kandang                            | 3.905            |